# Yin och yang

Taijitu - symbolen för Yin och Yang i harmoni.

Yin (陰 eller 阴) och yang (陽 eller 阳) (eum-yang på koreanska) (av kinesiska yin, skuggsida, yang, solsida) är centrala begrepp inom kinesisk filosofi och som symboliserar ytterligheter. Yin och yang är universums urkrafter. Det är en kosmologisk term av urgammal kinesisk tradition. Med wuxing fick det sin vetenskapliga och praktiska form, som del av de fem faserna (elementen). Yin och Yang symboliserar även tid och rum. 
- Yin, den svarta, är den kvinnliga och passiva urkraften. Den symboliserar jorden och månen, det mörka, det kalla och det fuktiga, men även bergen och skelettet. Tigern anses vara den varelse som allra mest förkroppsligar "yin".
- Yang, det vita, är den manliga och aktiva urkraften. Den symboliserar himlen och solen, det ljusa, det varma och det torra, men även floderna och blodomloppet. Draken anses vara den varelse som allra mest förkroppsligar "yang".

En variant av yin och yang-symbolen förekommer i den sydkoreanska flaggan.

## Yin
Ursprungligen var förmodligen yin en jordgud som utvecklades till en rent abstrakt princip i balansspelet mellan henne och yang, den manliga principen. Yin beskrivs som den svala, passiva och tunga principen; den står för jorden, månen och mörker. Yin symboliseras ofta med tigern och med jämna tal.
Yin förekommer ofta i ortnamn och betecknar då söder om ett vattendrag eller norr om ett berg. Således betyder Jiangyin "söder om Yangtze-floden", Hanyin "söder om Hanfloden" och Shanyin "norr om berget". Yin för mörka draken.

## Yang
När materian lyftes upp över kaos skapades yang som en representant för de lätta och rena elementen. Yang beskrivs som den varma, aktiva och lätta principen; den står för himmelen, solen och ljus. Yang symboliseras ofta med draken och med udda tal.
Yang  förekommer ofta i ortnamn och betecknar då norr om ett vattendrag eller söder om ett berg. Således betyder Luoyang "norr om Luofloden" och Shanyang "söder om berget". Yang för ljusa draken.